# Хасан Надер
Хасан Надер (араб. حسن ناظر‎, нар. 8 липня 1965, Касабланка) — марокканський футболіст, що грав на позиції нападника.
Виступав, зокрема, за «Відад» (Касабланка) та португальський «Фаренсе», а також національну збірну Марокко.
Дворазовий чемпіон Марокко. Володар Кубка Марокко. Володар Кубка Португалії.

## Клубна кар'єра
У дорослому футболі дебютував 1983 року на батьківщині виступами за команду «Відад» (Касабланка), в якій провів сім сезонів, взявши участь у 92 матчах чемпіонату. У складі «Відада» був одним з головних бомбардирів команди, маючи середню результативність на рівні 0,51 голу за гру першості. За цей час двічі вигравав чемпіонат Марокко і одного разу став володарем Кубка країни.
1990 року прийняв пропозицію перейти до іспанської «Мальорки», сподівань тренерського штабу якої, утім, не виправдав, забивши за два сезони лише 7 голів в іспанському чемпіонаті, хоча регулярно отримував ігровий час.
Однак уже в наступній своїй команді марокканець відновив своє реноме забивного форварда. 1992 року він став гравцем португальського «Фаренсе», де у першому сезоні 1992/93 забив 9 голів у 20 матчах Прімейри. Згодом підвищував свою результативність і вже у своєму третьому сезоні 1994/95 забив за «Фаренсе» 21 гол у 31 матчі чемпіонату, що дозволило йому стати найкращим бомбардиром сезону у найвищій португальській лізі. Результативність гравця допомогла команді посісти п'яте місце у турнірній таблиці національної першості, що дозволило їй уперше в історії кваліфікуватися до Кубка УЄФА наступного сезону.
Проте свою першу єврокубкову кампанію «Фаренсе» почав уже без свого основного форварда, який у міжсезоння перейшов до одного з лідерів португальського футболу, «Бенфіки». Утім у складі лісабонського гранда марокканець не зміг став основним гравцем атакувальної ланки, за два сезони провівши лише 17 ігор чемпіонату, в яких забив 7 голів.
Тож 1997 року Надер повернувся до «Фаренсе», де повернув собі місце в основному складі. Провів за «Фаренсе» ще сім сезонів, причому в останні роки його виступів команда спочатку понизилася в класі до Сегунди, а вже за сезон — до третього дивізіону, в якому в сезоні 2003/04 38-річний нападник і завершив свою професійну кар'єру.

## Виступи за збірну
1987 року дебютував в офіційних матчах у складі національної збірної Марокко. Протягом кар'єри у національній команді, яка тривала 15 років, був здебільшого резервним гравцем, провів у її формі лише 13 матчів, забивши 2 голи.
У складі збірної був учасником домашнього для його команди Кубка африканських націй 1988 року, Кубка африканських націй 1992 року у Сенегалі, а також чемпіонату світу 1994 року у США. На світовій першості вийшов на поле лише у фінальній грі групового етапу проти збірної Нідерландів, на момент якої вже було зрозуміло, що марокканці до стадії плей-оф вийти не зможуть. Став автором єдиного гола своєї команди у грі, яку вона, утім, програла з рахунком 1:2.

## Титули і досягнення

### Командні
- Чемпіон Марокко (2):

«Відад» (Касабланка): 1986, 1990
- Володар Кубка Марокко (1):

«Відад» (Касабланка): 1989
- Володар Кубка Португалії (1):

«Бенфіка»: 1995-1996

### Особисті
- Найкращий бомбардир чемпіонату Португалії (1): 1994-1995 (21 гол)